# Hammarite
L'hammarite è un minerale.